# Primera División (FAF)
La Primera División è stata una competizione calcistica disputata in Argentina dal 1912 al 1914. Il torneo venne creato dalla Federación Argentina de Football, federazione calcistica che si divise dalla AAF in seguito all'affiliazione di quest'ultima alla FIFA. La competizione cessò di esistere in seguito al termine dell'edizione 1914, vinta dal Porteño, dato che l'anno seguente la AAF e la FAF si riunirono.

## Storia
La FAF venne creata nel 1912 da due squadre di Buenos Aires, Gimnasia y Esgrima e Porteño, e una di La Plata, l'Estudiantes; queste organizzarono la prima edizione della Primera División insieme ad altre cinque società, Independiente, Sportiva Argentina, Kimberley, Atlanta e Argentino de Quilmes. Il campionato venne deciso da uno spareggio disputato il 22 dicembre tra Porteño e Independiente; con l'abbandono del campo di quest'ultima società al minuto 87, il Porteño ottenne il primo titolo della FAF. L'anno seguente a vincere fu l'Estudiantes; al campionato si erano aggregate altre due squadre, Tigre e Hispano Argentino, che giunsero rispettivamente al settimo e al sesto posto. L'ultima stagione vide la Primera División tornare al numero originario di partecipanti (8), dato che la Sportiva Argentina non rimase affiliata alla FAF e il Tigre fu espulso. Il campionato fu vinto dal Porteño.

## Albo d'oro
| Anno | Vincitore   | 2º class.     | 3º class.            |
| ---- | ----------- | ------------- | -------------------- |
| 1912 | Porteño     | Independiente | Estudiantes          |
| 1913 | Estudiantes | Gimnasia      | Argentino de Quilmes |
| 1914 | Porteño     | Estudiantes   | Independiente        |